# Красне (Тарногський район)
Кра́сне (рос. Красное) — село у складі Тарногського району Вологодської області, Росія. Адміністративний центр Забірського сільського поселення.

## Населення
Населення — 402 особи (2010; 457 у 2002).
Національний склад (станом на 2002 рік):
- росіяни — 99 %